# Guillaume Khous
Guillaume Khous (* 18. August 1992 in Tremblay-en-France) ist ein französischer Fussballspieler.

## Karriere

### Verein
Khous begann seine Laufbahn in der Jugend der US Torcy. Im Sommer 2010 wechselte er zur JA Drancy. Im Mai 2011 spielte er erstmals im viertklassigen CFA. Dies blieb sein einziger Ligaeinsatz in jener Spielzeit. Zur Saison 2011/12 wechselte er ligaintern in die zweite Mannschaft des RC Lens, für die er 21-mal in der vierthöchsten französischen Spielklasse zum Einsatz kam. Im Sommer 2012 kehrte er zur JA Drancy zurück und absolvierte zehn Viertligaspiele, ehe er im Januar 2013 nach Ungarn zum Zweitligisten Szigetszentmiklósi TK wechselte. In Szigetszentmiklós war er Stammspieler und kam in eineinhalb Jahren zu 41 Einsätzen in der Nemzeti Bajnokság II, wobei er fünf Tore schoss. 
Im Sommer 2014 schloss sich Khous dem spanischen Drittligisten Sestao River Club an, für den er 26-mal in der Segunda División B spielte und dabei zwei Treffer erzielte. Zur Spielzeit 2015/16 wechselte er zurück zur JA Drancy. Nachdem er in zwei Jahren für Drancy 13 Tore in 52 Viertligapartien geschossen hatte, wurde er im Sommer 2017 vom Zweitligisten Paris FC verpflichtet. In Paris spielte er zweimal für die Reserve in der fünftklassigen National 3 und schoss dabei ein Tor, bevor der Mittelfeldakteur im September 2017 leihweise zur JA Drancy zurückkehrte. Bis zum Ende der Leihe absolvierte er 24 Partien in der nun National 2 genannten vierten Liga und erzielte zehn Treffer. Die Mannschaft stieg schlussendlich als Meister in die National 1 auf. 
Daraufhin schloss sich Khous der JA Drancy wieder fest an. In der Spielzeit 2018/19 kam er 32-mal in der dritten französischen Liga zum Einsatz, wobei er zweimal traf. Drancy stieg als Tabellenletzter direkt wieder ab, Khous verblieb jedoch in der dritten Liga und wechselte zum FC Bourg-Péronnas. Bei Bourg-Péronnas war er ebenfalls Stammspieler und absolvierte in zwei Spielzeiten 55 Partien in der National 1, in denen er neun Tore schoss. Im Sommer 2021 unterschrieb er einen Vertrag beim Ligakonkurrenten FC Villefranche Beaujolais. Für Villefranche lief er 33-mal in der National 1 auf und erzielte vier Tore. Das Team wurde am Ende der Saison Dritter und verlor schliesslich die Relegation gegen den Zweitligisten US Quevilly. Daraufhin wechselte Khous im Sommer 2022 ligaintern zum CS Sedan. In seiner ersten Spielzeit in Sedan kam er 33-mal in der Liga zum Zug und traf dabei dreimal.